# パナドゥラ
パナドゥラ（シンハラ語: පානදුර, タミル語: பாணந்துறை, 英語: Panadura）は、スリランカ西部州カルタラ県にある都市。コロンボから南へ約27km離れた位置にあり、西側でインド洋に面している。パナドゥラはスリランカにおける仏教復興において重要な出来事があった地である。

## パナドゥラ論議
1873年にこの地で行われたパナドゥラ論議は、仏教復興運動の第一期におけるクライマックスであった。この論議では仏教徒とキリスト教徒の間で議論が交わされ、その後この記録を読んだヘンリー・スティール・オルコットがセイロンを訪れるきっかけとなった。

## 交通機関

### 鉄道
スリランカ鉄道
- コーストライン
  - パナドゥラ駅

### バス
路線バス
- 02系統[1]：コロンボ・フォート発ゴール行き（ゴール・フェイス、デヒワラ、モラトゥワ、カルタラ経由）
- 17系統[2]：キャンディ行き（デヒワラ、コッテ、コロンボ経由）
  - 17/1系統：クルネーガラ行き
  - 17/15系統：アヌラーダプラ行き（クルネーガラ、ダンブッラ経由）
  - 17/255系統：キャンディ行き
- 32系統：カタラガマ行き（ハンバントタ経由）
- 64系統：バッティカロア行き（バンダーラウェラ、バドゥッラ経由）
  - 64/98系統：アンパーラ行き（ラトゥナプラ、モナラーガラ経由）
  - 64/301-2系統：マヒヤンガナ行き
  - 64/311系統：ヌワラ・エリヤ行き（バンダーラウェラ経由）
- 87系統：ジャフナ、ポイント・ペドロ行き
- 100系統：ペター行き（モラトゥワ、マウントラビニア、デヒワラ、ゴール・フェイス、フォート経由）